# Durand Cup
La Durand Cup è un torneo calcistico Indiano per squadre di club maschili.

## Storia

### Fondazione

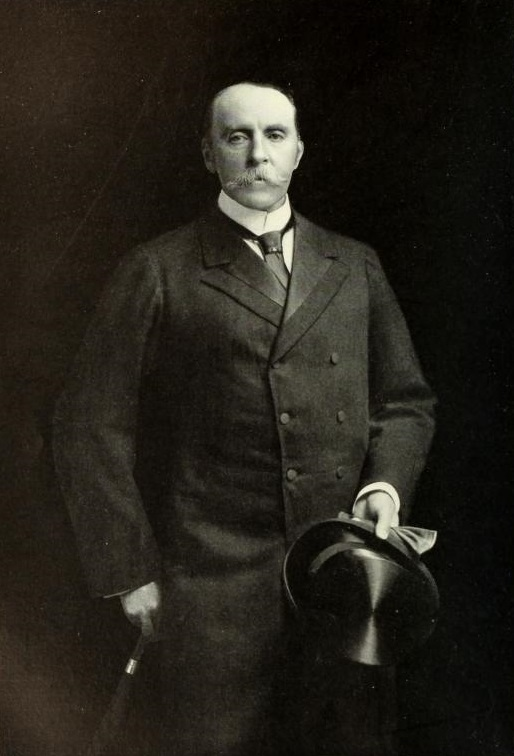
Mortimer Durand, fondatore del torneo.

Il Durand Football Tournament, noto come Durand Cup, fu fondato da Sir Mortimer Durand a Shimla nel 1888. Sir Durand si stava riprendendo da una malattia a Shimla, nell'India settentrionale. Divenuto consapevole del valore dello sport come mezzo per mantenere la salute, ha deciso di presentare un premio per incoraggiare la competizione sportiva in India. Nel 1940, la sede del torneo fu spostata a Nuova Delhi.

### Era del Raj britannico
La Durand Cup era inizialmente una competizione militare, aperto alle forze armate britanniche, all'Indian Amry e ad altre unità armate come i reggimenti di sicurezza della frontiera provinciale e i reggimenti di volontari delle riserve. Tuttavia, i soldati indigeni preferivano tradizionalmente l'hockey su prato al calcio, un fatto che è stato evidente dal predominio indiano e pakistano di quello sport in eventi internazionali come le Olimpiadi. L'eccezione a questa tradizione erano gli uomini nepalesi delle brigate di Gurkha. Inizialmente, questo tendeva a lasciare il campo aperto all'esercito indiano fino a quando la popolarità del calcio non ha preso piede ed è diventato lo sport più universale che è oggi.
Le partite sono state giocate a Dagshai, vicino a Shimla, con la finale inaugurale che è diventata un affare scozzese, con il Royal Scots Fusiliers che ha battuto la Highland Light Infantry per 2-1. Nel 1940 il torneo fu trasferito nella capitale Nuova Delhi e, con la maggior parte delle unità militari inviate durante la seconda guerra mondiale, il torneo fu aperto a squadre civili in modo da mantenere il livello di competizione, con il Mohammedan che divenne la prima squadra civile a vincere la competizione all'Irwin Amphitheatre. Il torneo è poi stato sospeso a causa della guerra, seguita poi dal movimento indipendentista indiano che avrebbe portato alla partizione dell'India.

### Post-indipendenza
In seguito al tumulto del 1947, la Durand Cup fu scoperta accidentalmente nell'ufficio del comandante in capo Sir Claude Auchinleck e furono compiuti sforzi per spostare il torneo nell'appena formato Pakistan, ma fu fortemente contrastato dal Segretario alla Difesa H.M. Patel, che l'ha acquisita e conservata presso la State Bank of India, assicurandosi che la Durand Cup rimanesse una parte del calcio indiano. Da allora il torneo è ospitato dalla Durand Football Tournament Society, una società registrata a Delhi, presieduta dal capo di stato maggiore della difesa e presieduta dai tre capi di servizio delle forze armate indiane. Alla prima edizione del torneo dall'indipendenza dell'India, l'Hyderabad City Police ha sconfitto il Mohun Bagan per 1–0 nella finale ripetuta. Per i successivi dieci anni, il titolo di campione si è alternato tra l'East Bengal, il Mohun Bagan, il Madras Regiment e l'Hyderabad City Police, che ha giocato come Andhra Pradesh Police dopo il 1960. Dopo un anno di arresto a causa della guerra sino-indiana, il torneo è stato dominato da Mohun Bagan ed East Bengal, con Border Security Force e JCT FC che a volte sfidavano la loro corsa dominante. Nel 1997, il Kochin è diventato il primo club dell'India meridionale a mettere le mani sul trofeo.

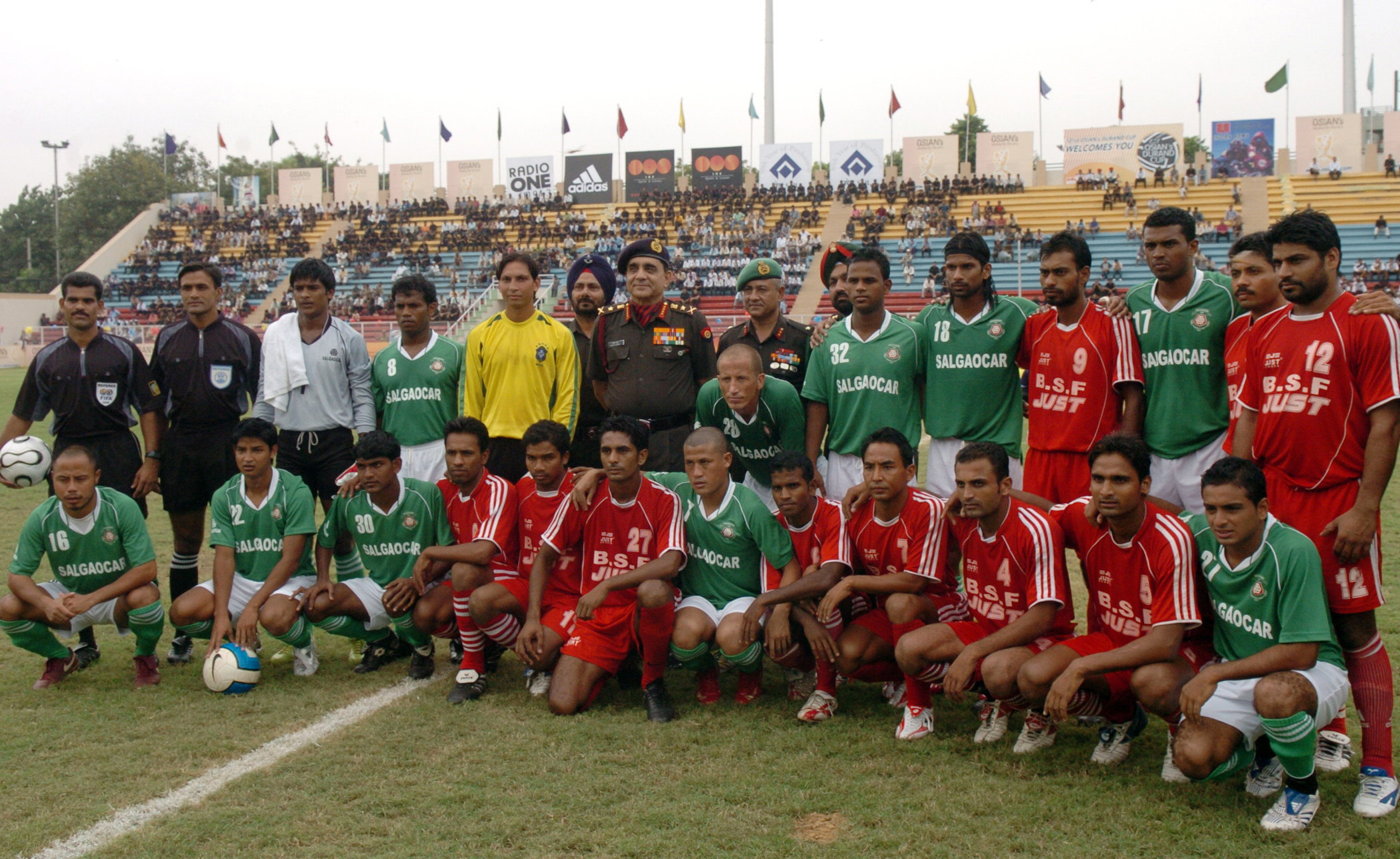
Giocatori del Salgaocar (in verde) and del BSF (in rosso) insieme agli ufficiali di gara e al capo di stato maggiore dell'esercito, il generale Deepak Kapoor, prima della partita della Durand Cup allo stadio Ambedkar nel 2008.

Il Mahindra United ha vinto il primo titolo del XXI secolo e la seconda volta, dopo la vittoria del 1998. Nel 2006, l'Osian è diventata la prima organizzazione civile a co-ospitare la Durand Cup con un contratto di 5 anni con DFTS fino al 2010, al fine di sviluppare il torneo e ravvivare l'interesse per il gioco. Negli anni successivi, tuttavia, i club di Goa hanno prodotto una serie di vittorie con club come Salgaocar, Sporting Clube de Goa, Dempo e Churchill Brothers. Il Churchill Brothers ha vinto il torneo tre volte nel 2007, 2009 e 2011 e ha mancato di poco una tripletta, arrivando secondo nel 2008. Dal 2000, solo due volte il torneo è stato vinto dal Squadre delle forze armate indiane: Army Red nel 2005 e Army Green nel 2016. Nel 2013, il Mohammedan ha vinto il torneo per la seconda volta dopo 73 anni e per la prima volta dall'indipendenza dell'India. A causa della mancanza di una risposta adeguata a Nuova Delhi, l'anno successivo la Durand Cup è stata trasferita a Goa, sotto le istruzioni del ministro della Difesa Manohar Parrikar. Il significato del torneo si era dissipato nel tempo, ma le forze armate indiane mantennero viva la tradizione del torneo Durand per decenni. Il torneo è stato cancellato dal calendario calcistico indiano diverse volte senza alcun motivo significativo, ad esempio negli anni 2015, 2017 e 2018.

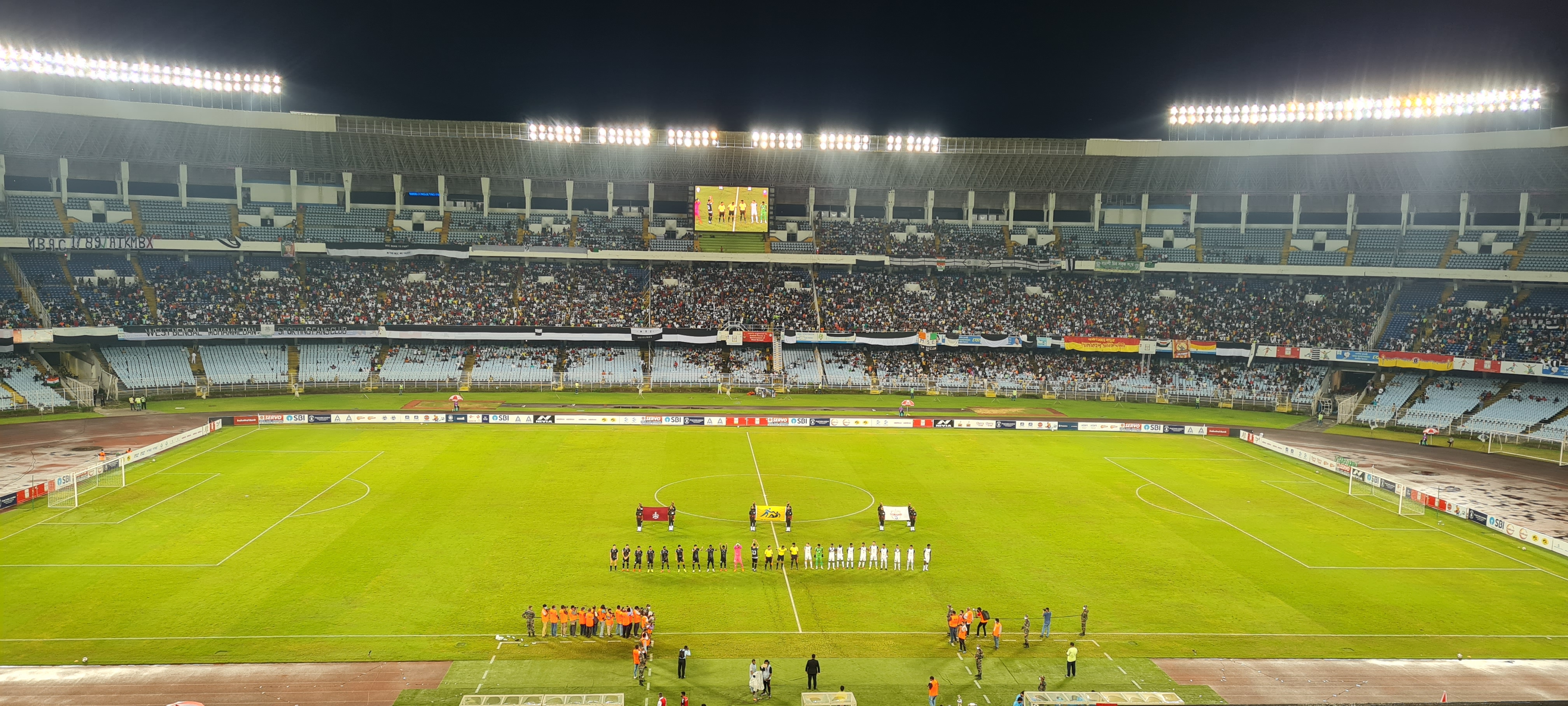
FC Goa (in nero) e Mohammedan SC (in bianco) si sono schierati durante la finale della Durand Cup 2021 al Salt Lake Stadium.

Nel 2019 il torneo è stato organizzato congiuntamente dalle forze armate e dal governo del Bengala occidentale, quindi trasferito nel Bengala occidentale a favore di un numero maggiore di presenze. In quell'edizione, il Gokulam Kerala è diventata la seconda squadra di calcio del Kerala a vincere il torneo.  Nel 2020, il torneo è stato annullato a causa della pandemia di COVID-19. Nel 2021, le forze armate hanno deciso di ospitare il torneo nel Bengala occidentale, insieme al governo del Bengala occidentale, fino al 2025. Poiché il significato del torneo è depravato, di solito i partecipantiI club dell'ISL schiereranno le rispettive squadre riserva, in modo da concentrarsi sulle più importanti partite di campionato. Tuttavia, alla 130ª edizione del torneo, gli organizzatori si sono sforzati di far rivivere l'eredità perduta e la maggior parte dei club ha deciso di schierare squadre a pieno titolo. L'FC Goa è diventato il quarto club di Goa a vincere il torneo battendo il Mohammedan SC.  L'anno successivo, l'AIFF ha deciso di rendere la Durand Cup un torneo obbligatorio per la partecipazione di tutti i club ISL poiché un club deve giocare almeno 27 partite nazionali per essere idoneo alle competizioni AFC, quindi l'AFC per la prima volta ha riconosciuto la Durand Cup come una dei tornei di coppa dell'India. Quindi, nella 131ª edizione, per la prima volta, tutti i club dell'ISL hanno partecipato al torneo insieme a cinque club invitati dalla I-League e le solite quattro squadre delle forze armate.  A causa dell'espansione della competizione, le partite sono state ospitate in più di una sede, insieme a Calcutta, cosa senza precedenti fino ad allora.

## Formula del torneo
Sebbene non ci siano registrazioni del formato della competizione nei suoi primi giorni e con frequenti cambi di formato negli ultimi decenni, attualmente la Durand Cup si gioca in due fasi: girone all'italiana + eliminazione diretta. Un totale di 20 squadre partecipano alla fase a gironi. Ogni squadra può registrare un massimo di 30 giocatori nelle loro rose. Dopo il programma del girone all'italiana, le prime due squadre di ogni girone passeranno alla fase a eliminazione diretta, che culmina con due squadre che si affrontano in finale.

## Albo d'oro
- 1888:  Royal Scots Fusiliers
- 1889:  Highland Light Infantry
- 1890:  Highland Light Infantry
- 1891:  King's Own Scottish Borderers
- 1892:  King's Own Scottish Borderers
- 1893:  Highland Light Infantry
- 1894:  Highland Light Infantry
- 1895:  Highland Light Infantry
- 1896:  Somerset Light Infantry
- 1897:  Black Watch
- 1898:  Black Watch
- 1899:  Black Watch
- 1900:  South Wales Borderers
- 1901:  South Wales Borderers
- 1902:  Royal Hampshire Regiment
- 1903:  Royal Ulster Rifles
- 1904:  North Staffordshire Regiment
- 1905:  1st The Royal Dragoons
- 1906:  Cameronians (Scottish Rifles)
- 1907:  Cameronians (Scottish Rifles)
- 1908:  Lancashire Fusiliers
- 1909:  Lancashire Fusiliers
- 1910:  Royal Scots
- 1911:  Black Watch
- 1912:  Royal Scots
- 1913:  Lancashire Fusiliers
- 1914-1919: Torneo sospeso per la Prima guerra mondiale
- 1920:  Black Watch
- 1921:  Worcestershire Regiment
- 1922:  Lancashire Fusiliers
- 1923:  Cheshire Regiment
- 1924:  Worcestershire Regiment
- 1925:  Sherwood Foresters
- 1926:  Durham Light Infantry
- 1927:  York and Lancaster Regiment
- 1928:  Sherwood Foresters
- 1929:  York and Lancaster Regiment
- 1930:  York and Lancaster Regiment
- 1931:  Devonshire Regiment
- 1932:  King's Shropshire Light Infantry
- 1933:  King's Shropshire Light Infantry
- 1934:  Royal Corps of Signals
- 1935:  Border Regiment
- 1936:  Argyll and Sutherland Highlanders
- 1937:  Border Regiment
- 1938:  South Wales Borderers
- 1939: Torneo sospeso per la Seconda guerra mondiale
- 1940:  Mohammedan
- 1941-1947: Torneo sospeso per la Seconda guerra mondiale e la partizione dell'India
- 1950:  Hyderabad City Police
- 1951:  East Bengal
- 1952:  East Bengal
- 1953:  Mohun Bagan
- 1954:  Hyderabad City Police
- 1955:  Madras Regiment
- 1956:  East Bengal
- 1957:  Hyderabad City Police
- 1958:  Madras Regiment
- 1959:  Mohun Bagan
- 1960:  Mohun Bagan e  East Bengal
- 1961:  Hyderabad City Police
- 1962: Torneo sospeso per la Guerra sino-indiana
- 1963:  Mohun Bagan
- 1964:  Mohun Bagan
- 1965:  Mohun Bagan
- 1966:  Gorkha regiments
- 1967:  East Bengal
- 1968:  Border Security Force
- 1969:  Gorkha regiments
- 1970:  East Bengal
- 1971:  Border Security Force
- 1972:  East Bengal
- 1973:  Border Security Force
- 1974:  Mohun Bagan
- 1975:  Border Security Force
- 1976:  Border Security Force e  JCT
- 1977:  Mohun Bagan
- 1978:  East Bengal
- 1979:  Mohun Bagan
- 1980:  Mohun Bagan
- 1981:  Border Security Force
- 1982:  Mohun Bagan e  East Bengal
- 1983:  JCT
- 1984:  Mohun Bagan
- 1985:  Mohun Bagan
- 1986:  Mohun Bagan
- 1987:  JCT
- 1988:  Border Security Force
- 1989:  East Bengal
- 1990:  East Bengal
- 1991:  East Bengal
- 1992:  JCT
- 1993:  East Bengal
- 1994:  Mohun Bagan
- 1995:  East Bengal
- 1996:  JCT
- 1997:  Kochin
- 1998:  Mahindra Utd
- 1999:  Salgaocar
- 2000:  Mohun Bagan
- 2001:  Mahindra Utd
- 2002:  East Bengal
- 2003:  Salgaocar
- 2004:  East Bengal
- 2005:  Army Red
- 2006:  Dempo
- 2007:  Churchill Brothers
- 2008:  Mahindra Utd
- 2009:  Churchill Brothers
- 2010:  United SC
- 2011:  Churchill Brothers
- 2012:  Air India
- 2013:  Mohammedan
- 2014:  Salgaocar
- 2016:  Army Green
- 2019:  Gokulam Kerala
- 2020: Torneo sospeso per la Pandemia di COVID-19 in India
- 2021:  FC Goa
- 2022:  Bengaluru
- 2023:  Mohun Bagan SG
- 2024:  NorthEast Utd

### Vittorie per squadra
| Vittorie | Squadra                           | Anno vittorie                                                                                        |
| -------- | --------------------------------- | --- |
| 17       | Mohun Bagan / Mohun Bagan SG      | 1953, 1959, 1960, 1963, 1964, 1965, 1974, 1977, 1979, 1980, 1982, 1984, 1985, 1986, 1994, 2000, 2023 |
| 16       | East Bengal                       | 1951, 1952, 1956, 1960, 1967, 1970, 1972, 1978, 1982, 1989, 1990, 1991, 1993, 1995, 2002, 2004       |
| 7        | Border Security Force             | 1968, 1971, 1973, 1975, 1976, 1981, 1988                                                             |
| 5        | Highland Light Infantry           | 1889, 1890, 1893, 1894, 1895                                                                         |
| 5        | Black Watch                       | 1897, 1898, 1899, 1911, 1920                                                                         |
| 5        | JCT                               | 1976, 1983, 1987, 1992, 1996                                                                         |
| 4        | Lancashire Fusiliers              | 1908, 1909, 1913, 1922                                                                               |
| 4        | Hyderabad City Police             | 1950, 1954, 1957, 1961                                                                               |
| 3        | South Wales Borderers             | 1900, 1901, 1938                                                                                     |
| 3        | York and Lancaster Regiment       | 1927, 1929, 1930                                                                                     |
| 3        | Mahindra Utd                      | 1998, 2001, 2008                                                                                     |
| 3        | Salgaocar                         | 1999, 2003, 2014                                                                                     |
| 3        | Churchill Brothers                | 2007, 2009, 2011                                                                                     |
| 2        | King's Own Scottish Borderers     | 1891, 1892                                                                                           |
| 2        | Cameronians                       | 1906, 1907                                                                                           |
| 2        | Royal Scots                       | 1910, 1912                                                                                           |
| 2        | Worcestershire Regiment           | 1921, 1924                                                                                           |
| 2        | Sherwood Foresters                | 1925, 1928                                                                                           |
| 2        | King's Shropshire Light Infantry  | 1932, 1933                                                                                           |
| 2        | Border Regiment                   | 1935, 1937                                                                                           |
| 2        | Madras Regiment                   | 1955, 1958                                                                                           |
| 2        | Gorkha regiments                  | 1966, 1969                                                                                           |
| 2        | Mohammedan                        | 1940, 2013                                                                                           |
| 1        | Royal Scots Fusiliers             | 1888                                                                                                 |
| 1        | Somerset Light Infantry           | 1896                                                                                                 |
| 1        | Royal Hampshire Regiment          | 1902                                                                                                 |
| 1        | Royal Ulster Rifles               | 1903                                                                                                 |
| 1        | North Staffordshire Regiment      | 1904                                                                                                 |
| 1        | 1st The Royal Dragoons            | 1905                                                                                                 |
| 1        | Cheshire Regiment                 | 1923                                                                                                 |
| 1        | Durham Light Infantry             | 1926                                                                                                 |
| 1        | Devonshire Regiment               | 1931                                                                                                 |
| 1        | Royal Corps of Signals            | 1934                                                                                                 |
| 1        | Argyll and Sutherland Highlanders | 1936                                                                                                 |
| 1        | Kochin                            | 1997                                                                                                 |
| 1        | Army Red                          | 2005                                                                                                 |
| 1        | Dempo                             | 2006                                                                                                 |
| 1        | United SC                         | 2010                                                                                                 |
| 1        | Air India                         | 2012                                                                                                 |
| 1        | Army Green                        | 2016                                                                                                 |
| 1        | Gokulam Kerala                    | 2019                                                                                                 |
| 1        | FC Goa                            | 2021                                                                                                 |
| 1        | Bengaluru                         | 2022                                                                                                 |
| 1        | NorthEast Utd                     | 2024                                                                                                 |